# Lela Rochon

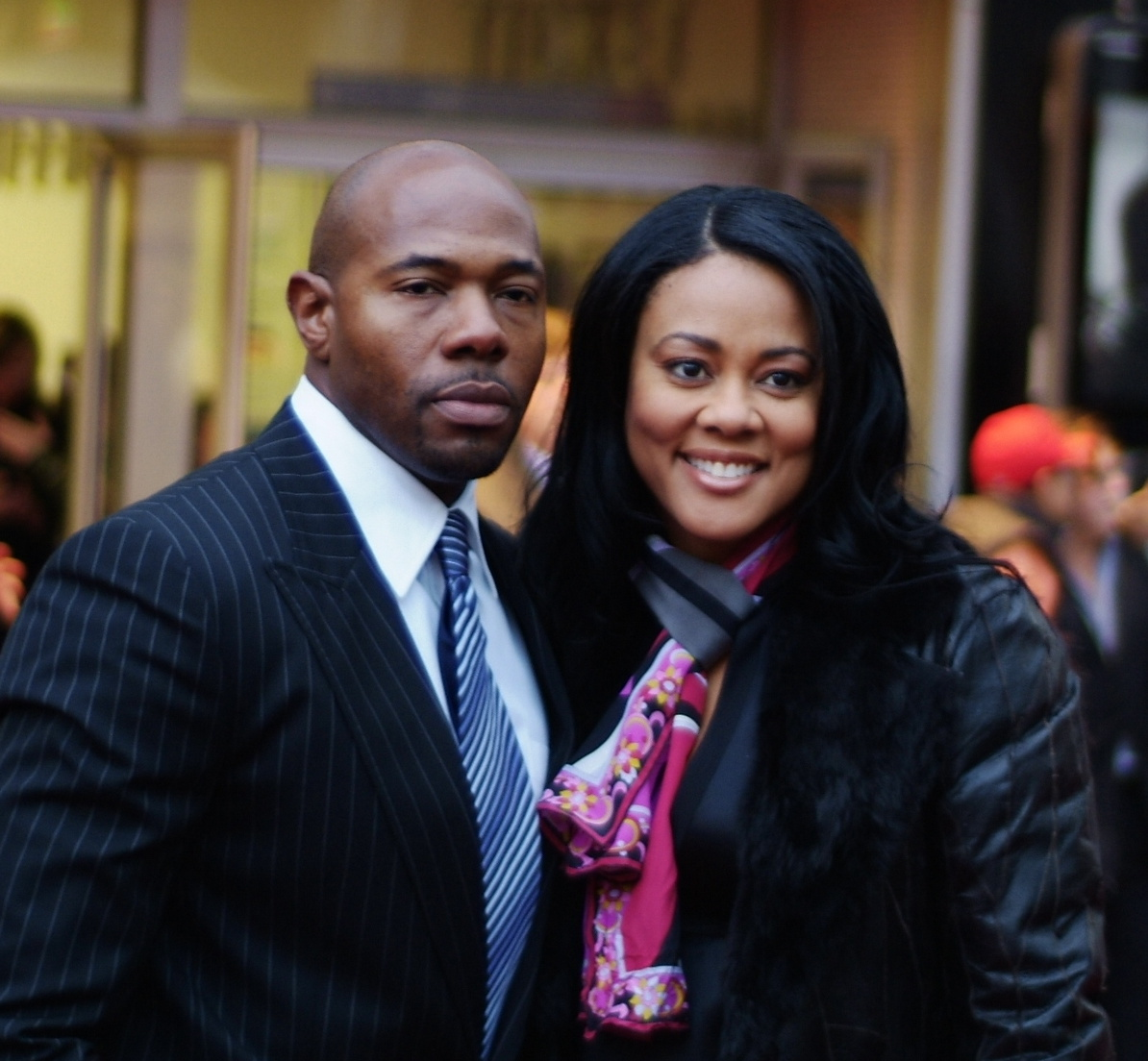
Antoine Fuqua und Lela Rochon

Lela Rochon (* 17. April 1964 in Los Angeles als Lela Rochon Staples) ist eine US-amerikanische Schauspielerin.

## Leben und Leistungen
Rochon absolvierte im Jahr 1982 die kalifornische Cerritos High School. Sie debütierte in einer kleinen Nebenrolle im Musikfilm Breakin’ aus dem Jahr 1984, in dem Adolfo Quinones eine der größeren Rollen spielte. In der Komödie Harlem Nights (1989) spielte sie an der Seite von Eddie Murphy und Richard Pryor. Im Jahr 1995 war sie neben John Witherspoon in der Fernsehserie The Wayans Bros. zu sehen.
Rochon spielte in der Komödie Warten auf Mr. Right (1995) neben Whitney Houston und Angela Bassett eine der größeren Rollen, für die sie 1996 für den MTV Movie Award und für den Image Award nominiert wurde. In der Actionkomödie The Big Hit (1998) spielte sie die Rolle von Chantel, einer der beiden Freundinnen von Melvin Smiley, den Mark Wahlberg spielte. Im Filmdrama An jedem verdammten Sonntag (1999) von Oliver Stone trat sie neben Al Pacino und Cameron Diaz auf.
Rochon war in den Jahren 1984 bis 1987 mit dem Schauspieler Adolfo Quinones verheiratet. Im Jahr 1999 heiratete sie den Regisseur Antoine Fuqua, mit dem sie drei Kinder hat.

## Filmografie (Auswahl)
- 1984: Breakin’
- 1984: Breakin’ 2: Electric Boogaloo
- 1986: Foxtrap
- 1989: Harlem Nights
- 1991: Zwei Supertypen in Miami – Die Schöne mit dem kleinen Tick (Extralarge: Black and White) (Fernsehserie, Pilotfolge)
- 1992: Boomerang
- 1995: Warten auf Mr. Right (Waiting to Exhale)
- 1996: Die Kammer (The Chamber)
- 1996: Mr. und Mrs. Loving
- 1997: Gangland – Cops unter Beschuß (Gang Related)
- 1998: The Big Hit
- 1998: Knock Off
- 1998: Why Do Fools Fall in Love – Die Wurzeln des Rock ’n’ Roll (Why Do Fools Fall In Love)
- 1999: An jedem verdammten Sonntag (Any Given Sunday)
- 2004: First Daughter – Date mit Hindernissen (First Daughter)